# Karl Blossfeldt
Karl Blossfeldt (13 de juny de 1865, 9 de desembre, 1932) va ser un fotògraf alemany, escultor, professor i artista que va treballar a Berlín, Alemanya. És conegut per les seves fotografies en primer pla de plantes i éssers vius, publicades en 1929 el volum Urformen der Kunst. Es va inspirar, igual que el seu pare, per la naturalesa i la forma en què creixen les plantes. Ell creia que "la planta ha de ser valorada com una estructura totalment artística i arquitectònica